# Френц, Фредерик Уильям
Фредерик Уильям Френц (англ. Frederick William Franz; 12 сентября 1893 — 22 декабря 1992) — четвёртый президент (с 1978 по 1992 год) Общества Сторожевой башни Библий и трактатов, юридического лица свидетелей Иеговы. До этого он был вице-президентом этой организации (с 1945 по 1977 год), а также служил в руководящем совете свидетелей Иеговы. Предшественником Френца на посту президента был Нейтан Норр.

## Биография
Френц родился в городе Ковингтон, штат Кентукки, США; окончил среднюю школу в 1911 году. Учился в Университете Цинциннати, где изучал койне — вариант древнегреческого языка, на котором были написаны Новый завет и Септуагинта. К тому времени он уже решил стать пресвитерианским проповедником. Прочитав некоторые книги Чарльза Рассела, он заинтересовался учениями Исследователей Библии. 30 ноября 1913 года он крестился как Исследователь Библии, в мае 1914 года оставил университет и сразу же начал служить полновременным проповедником («пионером»). Френц умер в Бруклине, Нью-Йорк в возрасте 99 лет.

## Критика

### Недостаточное владение языками, на которых написана Библия
Джерри Бергман, основываясь на протоколе допроса Франца, критикует его за ложное свидетельство в суде о владении древнееврейским, арамейским и древнегреческим в рамках так называемого «дела Уолша»:
(Из протокола допроса бывшего президента Общества Сторожевой башни Фредерика У. Франца):
— Ознакомились ли вы также с древнееврейским?

— Да.

[…]

— Так что в вашем распоряжении достаточные лингвистические возможности?

— Да, чтобы использовать их в моей библейской работе.

— Я думаю, вы способны улавливать смысл, читая Библию на древнееврейском, греческом, испанском, португальском, немецком, французском?

— Да.

[стр. 7 … стр. 102]

— Вы лично умеете читать и говорить на древнееврейском, не так ли?

— Я не говорю на древнееврейском.

— Не говорите?

— Нет.

— Можете ли вы самостоятельно перевести это на древнееврейский?

— Что?

— Вот этот четвёртый стих второй главы книги Бытия?

— Вы имеете в виду здесь?

— Да.

— Нет. Я не стану пытаться.

Оригинальный текст (англ.)

— Prosecutor:Have you also made yourself familiar with Hebrew?

— Franz: Yes …

— Prosecutor: So that you have a substantial linguistic apparatus at your command?

— Franz: Yes, for use in my biblical work.

— Prosecutor: I think you are able to read and follow the Bible in Hebrew, Greek, Spanish, Portuguese, German, French.

— Franz: Yes...

— Prosecutor: Can you, yourself translate that into Hebrew?

— Franz: Which?

— Prosecutor: That fourth verse of the second chapter of Genesis?

— Franz: No.

На тему, можно ли воспринимать этот случай в суде как доказательство некомпетентности Фредерика Френца или сомнительности «Перевода нового мира», продолжаются дебаты.